# Walter Gasthuber
Walter Gasthuber (* 3. September 1905 in Molln, Oberösterreich; † 17. Februar 1966 in Linz) war ein österreichischer Politiker (NSDAP).
Der Sohn eines Gendarmeriebeamten besuchte nach der Volksschule die Militärrealschule in Wiener Neustadt. Daran schloss sich die Ausbildung zum Maschinenschlosser an. Gasthuber war Jugendwart des Deutschvölkischen Turnvereins Linz-Lustenau. Von 1925 bis 1933 war er beim Bundesheer, zuletzt als Artillerie-Zugsführer. Zum 1. Februar 1928 trat er der NSDAP bei (Mitgliedsnummer 81.826), 1933 wurde er wegen NS-Betätigung aus dem österreichischen Bundesheer entlassen. Anschließend war er Lagerverwalter in einem Installationsbetrieb, später Parteiangestellter der NSDAP.
1935 war Gasthuber Führer der illegalen SA-Brigade Oberösterreich. Nach dem „Anschluss Österreichs“ leitete er vom 18. März 1938 bis zum 7. Juni 1938 als Stadtrat (Beigeordneter) das Fürsorgewesen (Versorgungshaus, Volksküche, Allgemeines Krankenhaus) der Stadt Linz und war für Aufgaben des Wohnungsfürsorgeamtes zuständig. Von 1938 bis 1941 war Gasthuber Kreisleiter des Kreises Linz-Land der NSDAP und von 1941 bis Mai 1945 Kreisleiter des Kreises Budweis der NSDAP, Bereichsleiter der NSDAP. Von 17. November 1943 bis 8. Mai 1945 gehörte Gasthuber für den Wahlkreis Land Österreich dem nationalsozialistischen Reichstag an. Nach 1945 war er als Tankstellenleiter in Linz tätig.